# Philoscia paniensis
Philoscia paniensis är en kräftdjursart som beskrevs av Karl Wilhelm Verhoeff1926. Philoscia paniensis ingår i släktet Philoscia och familjen Philosciidae. Inga underarter finns listade i Catalogue of Life.